# Premundial Femenino CONCACAF de 2014
El Premundial Femenino Concacaf de 2014 (2014 CONCACAF Women's Championship, en inglés) es la novena edición oficial del torneo organizado por la Concacaf entre selecciones femeninas. El torneo se disputó en los Estados Unidos, entre el 16 y el 26 de octubre. El torneo sirve como clasificación para la Copa Mundial Femenina de Fútbol de 2015. Estados Unidos, Costa Rica y México que finalizaron de campeón, subcampeón y tercero respectivamente, se clasificaron para la Copa Mundial, mientras que Trinidad y Tobago, que finalizó en el cuarto lugar, jugó una repesca contra Ecuador, tercer lugar de la Copa América Femenina 2014.

## Clasificación
Para la clasificación al premundial femenino, Concacaf reparte ocho plazas para el torneo, Canadá no participa del torneo por ser el país anfitrión de la Copa Mundial, mientras Estados Unidos y México tienen su pase directo, los otros cinco cupos se repartieron de la siguiente manera: la UNCAF obtuvo dos plazas clasificando las selecciones de Guatemala y Costa Rica vencedoras del Grupo A y el Grupo B de la eliminatoria centroamericana y la Unión Caribeña de Fútbol obtuvo cuatro plazas, clasificándose los cuatro primeros lugares de la eliminatoria caribeña, siendo estas las selecciones de Jamaica, Trinidad y Tobago, Haití y Martinica. La selección que resulte cuarta del premundial de la Concacaf tendrá la oportunidad de ir a una repesca con el tercer lugar de la Conmebol.

## Participantes
El sorteo se realizó el día 5 de septiembre de 2014 en Miami, Florida, Estados Unidos.
| Clasificatorias | Clasificatorias |
| --------------- | --------------- |
| Centroamérica   | Caribe          |

| Equipos participantes | Equipos participantes | Equipos participantes | Equipos participantes |
| --------------------- | --------------------- | --------------------- | --------------------- |
| Costa Rica            | Guatemala             | Jamaica               | México                |
| Estados Unidos        | Haití                 | Martinica             | Trinidad y Tobago     |

## Árbitras
10 referís y 12 referís asistentes fueron designadas por la Concacaf para este torneo.
| País                 | Referís                           | Referís asistentes                 |
| -------------------- | --------------------------------- | ---------------------------------- |
| Canadá               | Sheena Dickson Carol-Anne Chenard | Marie Josee Charbonneau            |
| Costa Rica           | Marianela Araya                   | Kimberly Moreira Nelly Alvarado    |
| El Salvador          | Mirian León                       | Emperatriz Ayala Elizabeth Aguilar |
| Estados Unidos       | Margaret Domka                    | Marlene Duffy                      |
| Guyana               | Maurees Skeete                    | -                                  |
| Honduras             | Melissa Borjas                    | Shirley Perello                    |
| Jamaica              | -                                 | Stacy Ann Grayson                  |
| México               | Lucila Venegas Quetzalli Alvarado | Mayte Chávez Enedina Caudillo      |
| Nicaragua            | Tatiana Guzmán                    | -                                  |
| República Dominicana | -                                 | Milagros Leonardo Yajaira Astacio  |

## Torneo final
Ocho equipos se dividirán en dos grupos y jugarán un torneo de todos contra todos. Los dos mejores equipos colocados avanzarán a las semifinales. Los perdedores de esas semifinales jugarán en el tercer puesto, mientras que los ganadores se enfrentarán en la final. Los tres primeros equipos clasificados se clasificarán directamente a la Copa Mundial Femenina de la FIFA 2015. 
Sin embargo, como Martinica no es miembro de la FIFA, por lo tanto, no es elegible para calificar. Se anunció durante el sorteo final el 5 de septiembre que Martinica no sería capaz de avanzar más allá de la ronda de grupos, y que el siguiente mejor equipo tomaría su lugar en las semifinales en caso de que terminar entre los dos primeros de su grupo.

## Sedes
El Premundial se jugará en cuatro sedes:
| Washington D. C.                   | Bridgeview        | Filadelfia (Chester) | Kansas City       |
| ---------------------------------- | ----------------- | -------------------- | ----------------- |
| Robert F. Kennedy Memorial Stadium | Toyota Park       | PPL Park             | Sporting Park     |
| Capacidad: 45.596                  | Capacidad: 21.210 | Capacidad: 18.500    | Capacidad: 18.467 |
|                                    |                   |                      |                   |

## Primera fase

### Grupo A
| Equipo            | Pts | PJ | PG | PE | PP | GF | GC | DG |
| ----------------- | --- | -- | -- | -- | -- | -- | -- | -- |
| Estados Unidos    | 9   | 3  | 3  | 0  | 0  | 12 | 0  | 12 |
| Trinidad y Tobago | 6   | 3  | 2  | 0  | 1  | 3  | 2  | 1  |
| Haití             | 3   | 3  | 1  | 0  | 2  | 1  | 7  | -6 |
| Guatemala         | 0   | 3  | 0  | 0  | 3  | 1  | 8  | -7 |

| 15 de octubre de 2014 | Estados Unidos | 1:0 (0:0) | Trinidad y Tobago | Sporting Park, Kansas City  |                             |
|                       | Wambach 55'    | Reporte   |                   | Árbitro(s): Marianela Araya | Árbitro(s): Marianela Araya |

| 15 de octubre de 2014 | Guatemala | 0:1 (0:0) | Haití     | Sporting Park, Kansas City     |                                |
|                       |           | Reporte   | 69' Zullo | Árbitro(s): Quetzalli Alvarado | Árbitro(s): Quetzalli Alvarado |

| 17 de octubre de 2014 | Haití | 0:1 (0:1) | Trinidad y Tobago | Toyota Park, Bridgeview    |                            |
|                       |       | Reporte   | 37' Cordner       | Árbitro(s): Sheena Dickson | Árbitro(s): Sheena Dickson |

| 17 de octubre de 2014 | Estados Unidos                                   | 5:0 (2:0) | Guatemala | Toyota Park, Bridgeview    |                            |
|                       | Heath 7' 57' · Press 45' · Lloyd 46' · Engen 58' | Reporte   |           | Árbitro(s): Maurees Skeete | Árbitro(s): Maurees Skeete |

| 20 de octubre de 2014 | Trinidad y Tobago         | 2:1 (0:0) | Guatemala      | RFK Stadium, Washington D. C. |                            |
|                       | Cordner 73' · Johnson 82' | Reporte   | 90' Monterroso | Árbitro(s): Lucila Venegas    | Árbitro(s): Lucila Venegas |

| 20 de octubre de 2014 | Haití | 0:6 (0:2) | Estados Unidos                                                      | RFK Stadium, Washington D. C.  |                                |
|                       |       | Reporte   | 8' Lloyd · 39' 61' Wambach · 57' Klingenberg · 65' Press · 82'Brian | Árbitro(s): Quetzalli Alvarado | Árbitro(s): Quetzalli Alvarado |

### Grupo B
| Equipo     | Pts | PJ | PG | PE | PP | GF | GC | DG  |
| ---------- | --- | -- | -- | -- | -- | -- | -- | --- |
| Costa Rica | 9   | 3  | 3  | 0  | 0  | 9  | 2  | 7   |
| México     | 6   | 3  | 2  | 0  | 1  | 13 | 2  | 11  |
| Jamaica    | 3   | 3  | 1  | 0  | 2  | 8  | 5  | 3   |
| Martinica  | 0   | 3  | 0  | 0  | 3  | 1  | 22 | -21 |

| 16 de octubre de 2014 | Costa Rica | 1:0 (1:0) | México | Sporting Park, Kansas City     |                                |
|                       | Venegas 9' | Reporte   |        | Árbitro(s): Carol-Anne Chenard | Árbitro(s): Carol-Anne Chenard |

| 16 de octubre de 2014 | Jamaica                                               | 6:0 (3:0) | Martinica | Sporting Park, Kansas City |                            |
|                       | Murray 2' 75' · Duncan 6' · Henry 22' 77' · Allen 71' | Reporte   |           | Árbitro(s): Melissa Borjas | Árbitro(s): Melissa Borjas |

| 18 de octubre de 2014 | Costa Rica                      | 2:1 (0:0) | Jamaica    | Toyota Park, Bridgeview    |                            |
|                       | Cruz 76' (pen.) · Rodríguez 86' | Reporte   | 77' Duncan | Árbitro(s): Margaret Domka | Árbitro(s): Margaret Domka |

| 18 de octubre de 2014 | Martinica | 0:10 (0:5) | México | Toyota Park, Bridgeview    |                            |
|                       |           | Reporte    | 6' Samarzich · 28' 50' Duarte · 34' Mayor · 36' (a.g.) Guillou · 40' Garciamendez · 57' Garza · 75' 86' Ocampo · 90+1' Noyola | Árbitro(s): Tatiana Guzmán | Árbitro(s): Tatiana Guzmán |

| 21 de octubre de 2014 | Martinica | 1:6 (0:3) | Costa Rica                                                    | RFK Stadium, Washington D. C.  |                                |
|                       | Carin 62' | Reporte   | 7' Sánchez · 25' 90' Venegas · 32' Acosta · 81' 82' Rodríguez | Árbitro(s): Carol-Anne Chenard | Árbitro(s): Carol-Anne Chenard |

| 21 de octubre de 2014 | México                     | 3:1 (1:1) | Jamaica   | RFK Stadium, Washington D. C. |                         |
|                       | Mayor 29' · Corral 59' 76' | Reporte   | 14' Henry | Árbitro(s): Mirian León       | Árbitro(s): Mirian León |

## Fase final
|  | Semifinales       | Semifinales |   |               | Final             | Final |  |
|  |                   |             |   |               |                   |       |  |
|  |                   |             |   |               |                   |       |  |
|  |                   |             |   |               |                   |       |  |
|  | Estados Unidos    | 3           |   |               |                   |       |  |
|  | México            | 0           |   |               |                   |       |  |
|  |                   |             |   |               |                   |       |  |
|  |                   |             |   |               |                   |       |  |
|  |                   |             |   |               | Estados Unidos    | 6     |  |
|  |                   | Costa Rica  | 0 |               |                   |       |  |
|  |                   |             |   |               |                   |       |  |
|  |                   |             |   |               |                   |       |  |
|  |                   |             |   |               | 3.º puesto        |       |  |
|  |                   |             |   |               |                   |       |  |
|  | Costa Rica (p.)   | 1 (3)       |   | México (t.s.) | 4                 |       |  |
|  | Trinidad y Tobago | 1 (0)       |   |               | Trinidad y Tobago | 2     |  |

### Semifinales
| 24 de octubre de 2014 | Estados Unidos                  | 3:0 (2:0) | México | PPL Park, Filadelfia       |                            |
|                       | Lloyd 6' 30' (pen.) · Press 56' | Reporte   |        | Árbitro(s): Sheena Dickson | Árbitro(s): Sheena Dickson |

| 24 de octubre de 2014 | Costa Rica                  | 1:1 (1:1, 1:0) (t. s.)(3:0 p.) | Trinidad y Tobago                  | PPL Park, Filadelfia       |                            |
|                       | Venegas 19'                 | Reporte                        | 74' Hutchinson                     | Árbitro(s): Melissa Borjas | Árbitro(s): Melissa Borjas |
|                       |                             | Tiros desde el punto penal     |                                    |                            |                            |
|                       | Alvarado · Sanchez · Acosta |                                | Attin Johnson · Hutchinson · Shade |                            |                            |

### Tercer lugar
| 26 de octubre de 2014 | México                                    | 4:2 (2:2, 1:0) (t. s.) | Trinidad y Tobago       | PPL Park, Filadelfia           |                                |
|                       | Mayor 24' · Ocampo 79' · Corral 104' 106' | Reporte                | 57' Cordner · 78' Shade | Árbitro(s): Carol-Anne Chenard | Árbitro(s): Carol-Anne Chenard |

### Final
| 26 de octubre de 2014 | Estados Unidos                                  | 6:0 (3:0) | Costa Rica | PPL Park, Filadelfia       |                            |
|                       | Wambach 4' 34' 41' 71' · Lloyd 18' · Leroux 73' | Reporte   |            | Árbitro(s): Lucila Venegas | Árbitro(s): Lucila Venegas |

|                                   |
| Bandera de Estados Unidos         |
| Campeón Estados Unidos 7.º título |

## Estadísticas

### Tabla general
| Pos | Equipo            | Grupo | Pts | PJ | PG | PE | PP | GF | GC | Dif | Rend  |
| --- | ----------------- | ----- | --- | -- | -- | -- | -- | -- | -- | --- | ----- |
| 1   | Estados Unidos    | A     | 15  | 5  | 5  | 0  | 0  | 21 | 0  | +21 | 100%  |
| 2   | Costa Rica        | B     | 10  | 5  | 3  | 1  | 1  | 10 | 9  | +1  | 97,5% |
| 3   | México            | B     | 9   | 5  | 3  | 0  | 2  | 17 | 7  | +10 | 80%   |
| 4   | Trinidad y Tobago | A     | 7   | 5  | 2  | 1  | 2  | 6  | 7  | -1  | 77,5% |
| 5   | Jamaica           | B     | 3   | 3  | 1  | 0  | 2  | 8  | 4  | +4  | 50%   |
| 6   | Haití             | A     | 3   | 3  | 1  | 0  | 2  | 1  | 7  | -6  | 50%   |
| 7   | Guatemala         | A     | 0   | 3  | 0  | 0  | 3  | 1  | 7  | -6  | 0,00% |
| 8   | Martinica         | B     | 0   | 3  | 0  | 0  | 3  | 1  | 22 | -21 | 0,00% |

### Goleadoras
| Jugadora            | Selección         | Goles | PJ |
| ------------------- | ----------------- | ----- | -- |
| Abby Wambach        | Estados Unidos    | 7     | 5  |
| Carli Lloyd         | Estados Unidos    | 5     | 5  |
| Charlyn Corral      | México            | 4     | 5  |
| Carolina Venegas    | Costa Rica        | 4     | 5  |
| Raquel Rodríguez    | Costa Rica        | 3     | 3  |
| Christen Press      | Estados Unidos    | 3     | 4  |
| Donna Henry         | Jamaica           | 3     | 3  |
| Mónica Ocampo       | México            | 3     | 5  |
| Stephany Mayor      | México            | 3     | 5  |
| Kennya Cordner      | Trinidad y Tobago | 3     | 5  |
| Tobin Heath         | Estados Unidos    | 2     | 2  |
| Christina Murray    | Jamaica           | 2     | 2  |
| Shakira Duncan      | Jamaica           | 2     | 2  |
| Luz Duarte          | México            | 2     | 2  |
| Shirley Cruz        | Costa Rica        | 1     | 2  |
| Fabiola Sanchéz     | Costa Rica        | 1     | 3  |
| Wendy Acosta        | Costa Rica        | 1     | 2  |
| Morgan Brian        | Estados Unidos    | 1     | 3  |
| Meghan Klingenberg  | Estados Unidos    | 1     | 3  |
| Whitney Engen       | Estados Unidos    | 1     | 3  |
| María Monterroso    | Guatemala         | 1     | 3  |
| Lindsay Zullo       | Haití             | 1     | 2  |
| Alexa Allen         | Jamaica           | 1     | 2  |
| Prisca Carin        | Martinica         | 1     | 2  |
| Tanya Samarzich     | México            | 1     | 2  |
| Dinora Garza        | México            | 1     | 2  |
| Alina Garciamendez  | México            | 1     | 2  |
| Teresa Noyola       | México            | 1     | 2  |
| Mayle Attin Johnson | Trinidad y Tobago | 1     | 3  |
| Lauren Hutchinson   | Trinidad y Tobago | 1     | 4  |
| Mariah Shade        | Trinidad y Tobago | 1     | 5  |

| Jugadora        | Selección | Autogoles                 |
| --------------- | --------- | ------------------------- |
| Johanne Guillou | Martinica | 1 (Jugando contra México) |

## Premios
| Premio        |  | Jugadora     | Selección      |
| ------------- |  | ------------ | -------------- |
| Balón de Oro  |  | Carli Lloyd  | Estados Unidos |
| Bota de Oro   |  | Abby Wambach | Estados Unidos |
| Guante de Oro |  | Hope Solo    | Estados Unidos |

| Premio                                |  | Selección  |
| ------------------------------------- |  | ---------- |
| Premio al Juego Limpio de la CONCACAF |  | Costa Rica |

### Equipo estelar
Al finalizar el torneo, Concacaf divulgo el once ideal del Premundial.
| Porteras  | Defensoras                                                    | Mediocampistas                                         | Delanteras                  |
| --------- | ------------------------------------------------------------- | ------------------------------------------------------ | --------------------------- |
| Hope Solo | Diana Saénz Meghan Klingenberg Whitney Engen Christie Rampone | Christen Press Kennya Cordner Carli Lloyd Shirley Cruz | Abby Wambach Charlyn Corral |

## Repesca contraConmebol
Trinidad y Tobago, cuarto lugar del clasificatorio, disputó una eliminación directa contra Ecuador, tercer lugar de la eliminatoria de la Conmebol. El país jugó el repechaje como visitante el 8 de noviembre y como local el 2 de diciembre. El ganador fue Ecuador, que se clasificó para la Copa Mundial Femenina de Fútbol de 2015.
| 8 de noviembre de 2014, 14:00 (UTC−5) | Ecuador | 0:0     | Trinidad y Tobago | Estadio Olímpico Atahualpa, Quito, Ecuador |                               |
|                                       |         | Reporte |                   | Árbitro(s): Bibiana Steinhaus              | Árbitro(s): Bibiana Steinhaus |

| 2 de diciembre de 2014, 18:00 (UTC−4) | Trinidad y Tobago | 0:1 (0:0) | Ecuador         | Estadio Hasely Crawford, Puerto España, Trinidad y Tobago |                            |
|                                       |                   | Reporte   | Quinteros 90+1' | Árbitro(s): Esther Staubli                                | Árbitro(s): Esther Staubli |

## Clasificados alMundial de Canadá 2015
| Bandera de Canadá  | Bandera de Costa Rica | Bandera de México | Bandera de Estados Unidos |
| Canadá (Anfitrión) | Costa Rica            | México            | Estados Unidos            |

## Clasificados a losJuegos Panamericanos 2015
| Bandera de Canadá  | Bandera de Costa Rica | Bandera de México | Bandera de Trinidad y Tobago |
| Canadá (Anfitrión) | Costa Rica            | México            | Trinidad y Tobago            |